# Provinz Pacajes
Pacajes ist eine von zwanzig Provinzen im südwestlichen Teil des Departamento La Paz im südamerikanischen Anden-Staat Bolivien.

## Lage
Die Provinz liegt im bolivianischen Altiplano und grenzt im Norden und Nordwesten an die Provinz Ingavi, im Westen an die Provinz José Manuel Pando, im Südwesten an die Republik Chile, im Südosten an das Departamento Oruro, im Osten an die Provinz Gualberto Villarroel, und im Nordosten an die Provinz Aroma.
Die Provinz erstreckt sich zwischen etwa 16° 45' und 18° 03' südlicher Breite und 68° 05' und 69° 30' westlicher Länge, ihre Breite von Nordwesten nach Südosten beträgt 85 Kilometer, ihre Länge von Nordosten nach Südwesten 150 Kilometer.

## Bevölkerung
Die Einwohnerzahl der Provinz Pacajes ist in den vergangenen drei Jahrzehnten um etwa die Hälfte angestiegen:
| Jahr | Einwohner | Quelle       |
| ---- | --------- | ------------ |
| 1992 | 43 351    | Volkszählung |
| 2001 | 49 183    | Volkszählung |
| 2012 | 55 180    | Volkszählung |
| 2024 | 68 753    | Volkszählung |

41,1 Prozent der Bevölkerung sind jünger als 15 Jahre. (1992)
Der Alphabetisierungsgrad in der Provinz beträgt 75,8 Prozent. (1992)
77,2 Prozent der Bevölkerung sprechen Spanisch, 1,5 Prozent sprechen Quechua, und 93,8 Prozent Aymara. (1992)
96,6 Prozent der Bevölkerung haben keinen Zugang zu Elektrizität, 85,8 Prozent leben ohne sanitäre Einrichtung (1992).
61,4 Prozent der Einwohner sind katholisch, 29,4 Prozent sind evangelisch (1992).

## Gliederung
Die Provinz Pacajes untergliederte sich bei der letzten Volkszählung von 2024 in die folgenden acht Verwaltungsbezirke (bolivianisch: Municipios):
- 02-0301 Municipio Coro Coro – 13.395 Einwohner
- 02-0302 Municipio Caquiaviri – 15.464 Einwohner
- 02-0303 Municipio Calacoto – 12.057 Einwohner
- 02-0304 Municipio Comanche – 5.201 Einwohner
- 02-0305 Municipio Charaña – 4.124 Einwohner
- 02-0306 Municipio Waldo Ballivián – 6.557 Einwohner
- 02-0307 Municipio Nazacara de Pacajes – 3.990 Einwohner
- 02-0308 Municipio Callapa – 7.965 Einwohner

## Ortschaften im Municipio Pacajes
- Municipio Coro Coro
  - Coro Coro 1853 Einw.

- Municipio Caquiaviri
  - Achiri 556 Einw. – Caquiaviri 497 Einw. – Villa Anta 325 Einw. – Jihuacuta 47 Einw.

- Municipio Calacoto
  - Ulloma 512 Einw. – Okoruro 479 Einw. – Calacoto 337 Einw.

- Municipio Comanche
  - Comanche 492 Einw. – Kella Kella Alta 378 Einw.

- Municipio Charaña
  - Charaña 1177 Einw.

- Municipio Waldo Ballivián
  - Tumarapi 2026 Einw. – Taypuma Centro 911 Einw. – Poke 831 Einw. – Viloco 606 Einw. – Viluyo 542 Einw. – Mallku Originario Taypuma Centro 153 Einw.

- Municipio Nazacara de Pacajes
  - Nazacara de Pacajes 382 Einw. – Mapa Chico 237 Einw.

- Municipio Callapa
  - Huayllapanta 347 Einw. – Callapa 151 Einw.